# Краснокиевка
Краснокиевка (каз. Краснокиевка) — село в Тайыншинском районе Северо-Казахстанской области Казахстана. Село входит в состав Донецкого сельского округа. Код КАТО — 596039300.

## Население
В 1999 году население села составляло 620 человек (301 мужчина и 319 женщин). По данным переписи 2009 года, в селе проживало 512 человек (258 мужчин и 254 женщины).